# Primula miyabeana
Primula miyabeana är en viveväxtart som beskrevs av Keisuke Ito och Kawakami. Primula miyabeana ingår i släktet vivor, och familjen viveväxter. Inga underarter finns listade i Catalogue of Life.